# Natascha Niederstrass
Natascha Niederstrass est une artiste plasticienne québécoise. Elle est née à Montréal en 1973 où elle vit et travaille encore aujourd’hui.

## Expositions (sélection)

### Expositions individuelles
- 2001 : « Inside Some Place Else », Art Gallery of York University (AGYU), Toronto, ON, Canada
- 2003 : « Short Tales », Galerie Horace, Sherbrooke, QC, Canada
- 2006 : « The Final Girl », Galerie Plein sud, Longueuil, QC, Canada[5]
- 2014 : 
  - « L’affaire de Camden Town », Occurrence - Espace d’art et d’essai contemporains, Montréal, QC, Canada[6]
  - « Déconstruction d’une tragédie », Galerie Trois Points, Montréal, QC, Canada[7]
- 2015 :
  - « The Missing Week », Galerie Trois Points, Montréal, QC, Canada[4]
  - « Behind Closed Doors: Body of Evidence », Galerie 101, Ottawa, ON, Canada[8]
- 2017 : Le point aveugle, Galerie Trois Points, Montréal, QC, Canada[9]
- 2018 : « Behind Closed Doors: Body of Evidence », CIRCA, Montréal, QC, Canada[10]

### Expositions collectives
- 1998 : « Ouverture officielle d’un espace à venir », Espace Vidéographe, Montréal, QC, Canada
- 2003 : « L’art qui fait boum ! », Triennale de la relève québécoise (2e édition), Espace VOX, Montréal, QC, Canada, commissaire Sébastien Martin[11]
- 2005 : « Le moi de la photo », The Permanent Collection, Espace Denis Gagnon, Montréal, QC, Canada, commissaire Emmanuel Galland
- 2007 : « Annual Invitational Exhibition », Fish Haus Studios, Wichita, KS, États-Unis
- 2009 : « Confluences », Musée régional de Rimouski, et Maison de la culture Frontenac, Montréal, QC, Canada, commissaire Bernard Lamarche[12]
- 2010 : « Accident – le OFF », « Catastrophe ? quelle catastrophe ! », Manif d'art 5 – Biennale de Québec, Québec, QC, Canada, commissaires Catherine Plaisance, Émilie Roi, Josée Landry-Sirois[13]
- 2014 : « Cas de figure », Galerie Trois Points, Montréal, QC, Canada
- 2021 : « La Fabrique de livre d’artiste », Atelier Presse-Papier, Trois-Rivières, QC, Canada[14]
- 2022 : 
  - The vanishing woman/Escamotage d’une femme, « Les illusions sont réelles », Vu Photo, Manif d’art 10 – Biennale de Québec, Québec, QC, Canada[15]
  - « La Fin », avec Caroline Fillion, Occurrence - Espace d’art et d’essai contemporains, Montréal QC et Centre Sagamie Art Actuel, Alma, QC, Canada[16]

## Publication
En 2021, elle publie Stress aigu publié aux éditions Rodrigol. La publication retrace à travers différentes formes graphiques le déroulement d'évènements traumatisants.